# Странствующие куклы господина Пэжо
Театр «Странствующие куклы господина Пэжо» — профессиональный уличный театр маски из Санкт-Петербурга. Коллектив появился в 1993 году. По состоянию на весну 2017 года в репертуаре театра 10 уличных спектаклей. Всего за годы существования было поставлено более 16 спектаклей. Художественный руководитель театра — Анна Шишкина («Матушка Медоуз»).
Актёры театра играют в авторских масках, которые делают сами под руководством художественного руководителя. Образы создаются непосредственно из актёра и его качеств, эмоций, характера, пластики и настроения. Все спектакли имеют интерактивные эпизоды (игра, контакт — взаимодействие с публикой). В театре более 50 парков костюмов, в каждом по 8-10 масок. Театр является постоянным участником крупных международных европейских, российских и азиатских фестивалей, а также правительственных праздников и дворцовых торжеств. Лауреат и призёр многочисленных культурных событий мира, участник фестиваля российского искусства в Каннах (Франция), международного Венецианского карнавала в Италии и многих других. Часто выступает перед высокопоставленными особами, в том числе, премьер-министром Японии, Её Королевским Высочеством Принцессой Кентской, Шейхом ОАЭ, президентомКазахстана,и др. Девиз театра: «Разумное. Доброе. Вечное.»
Екатерина Гордеева, актриса театра «Странствующие куклы господина Пэжо»:

 Надевая маску, актёр анимирует, даёт маске жизнь — рождается образ. Наши персонажи живут по-настоящему. Всё взаправду. Вот у меня сегодня, например, безоблачное настроение, и моя Белая Дама из спектакля «Декаданс» будет изящной и кокетливой. А в другой раз может быть ревнивой и требовательной к Арлекину. У нас всё честно. Маска не отделяет актёра от публики. А наоборот, сближает. Пластически и без слов можно передать огромный спектр эмоций. 
«Странствующие куклы господина Пэжо» — это театр карнавальной культуры, гротеска и буффонады. Актёры черпают вдохновение в Барочной опере, историческом фехтовании, восточных боевых искусствах, Средневековых миниатюрах, Цирке Феллини и т. д. За 30 лет существования театр господина Пэжо выработал свою систему анимации маски и интерактивного взаимодействия с публикой. Кроме того, это первый профессиональный театр маски в России.

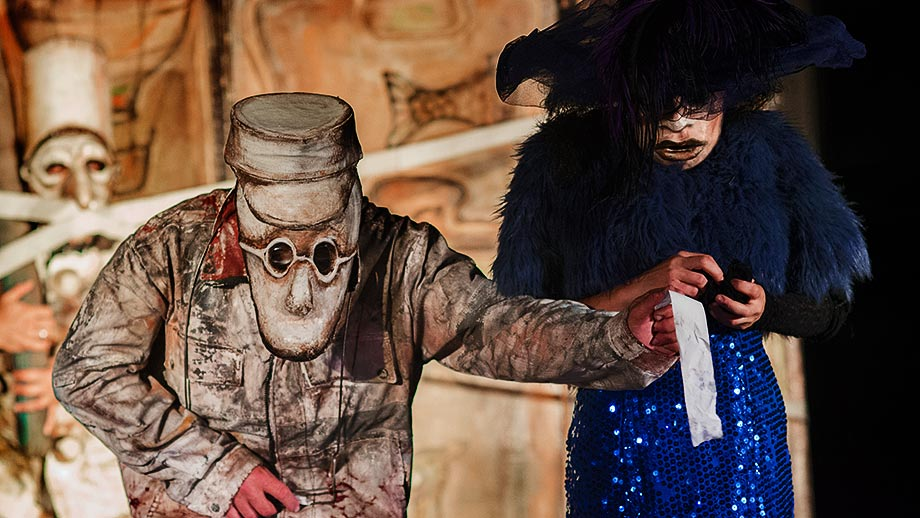
«Миньона»
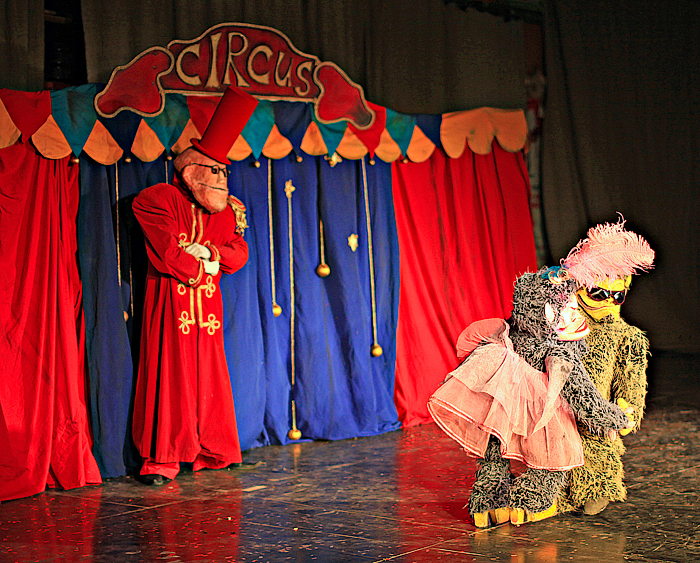
«Циркус Мутабор»
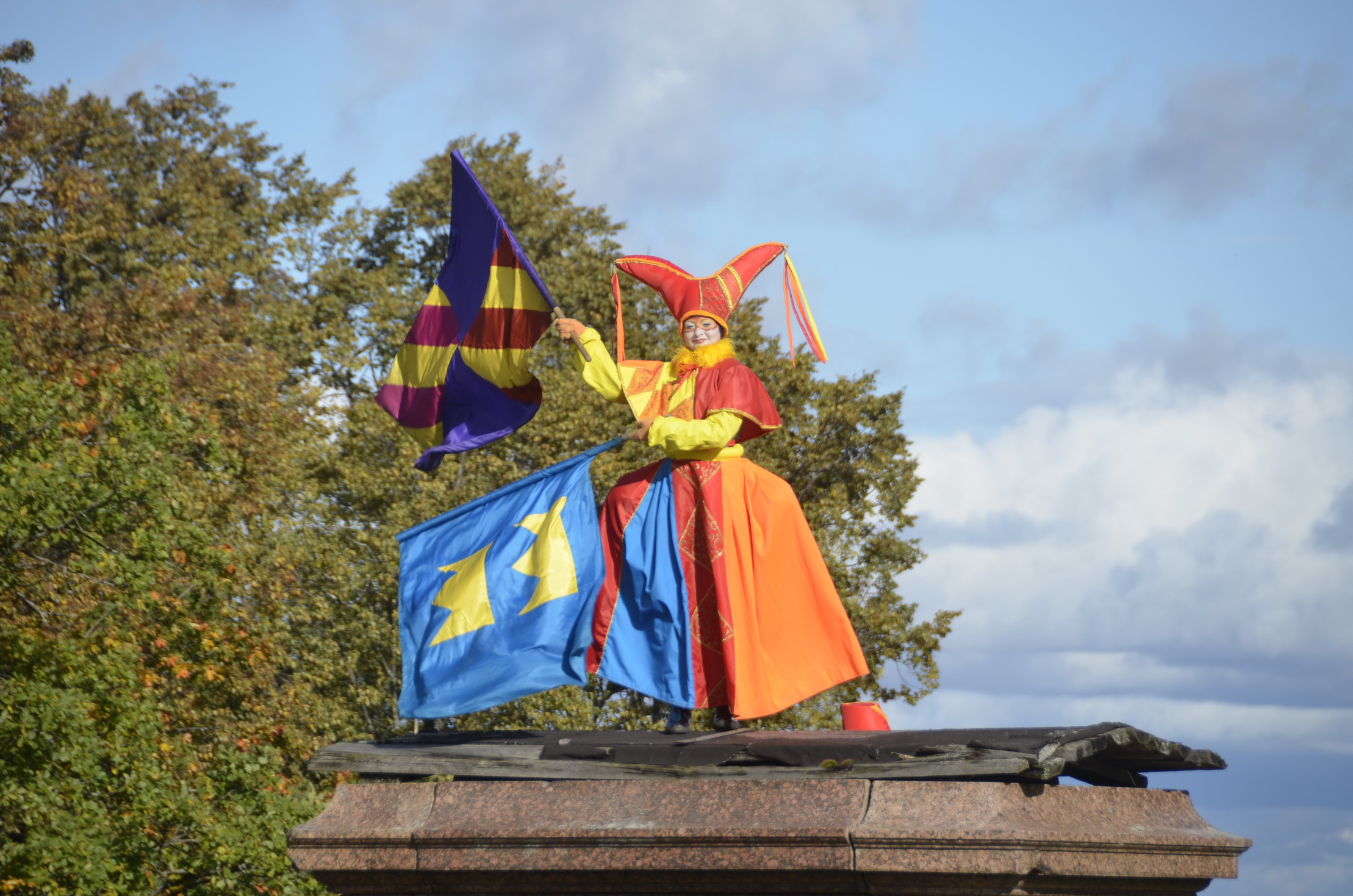
Частное мероприятие, отель «Бельведер»
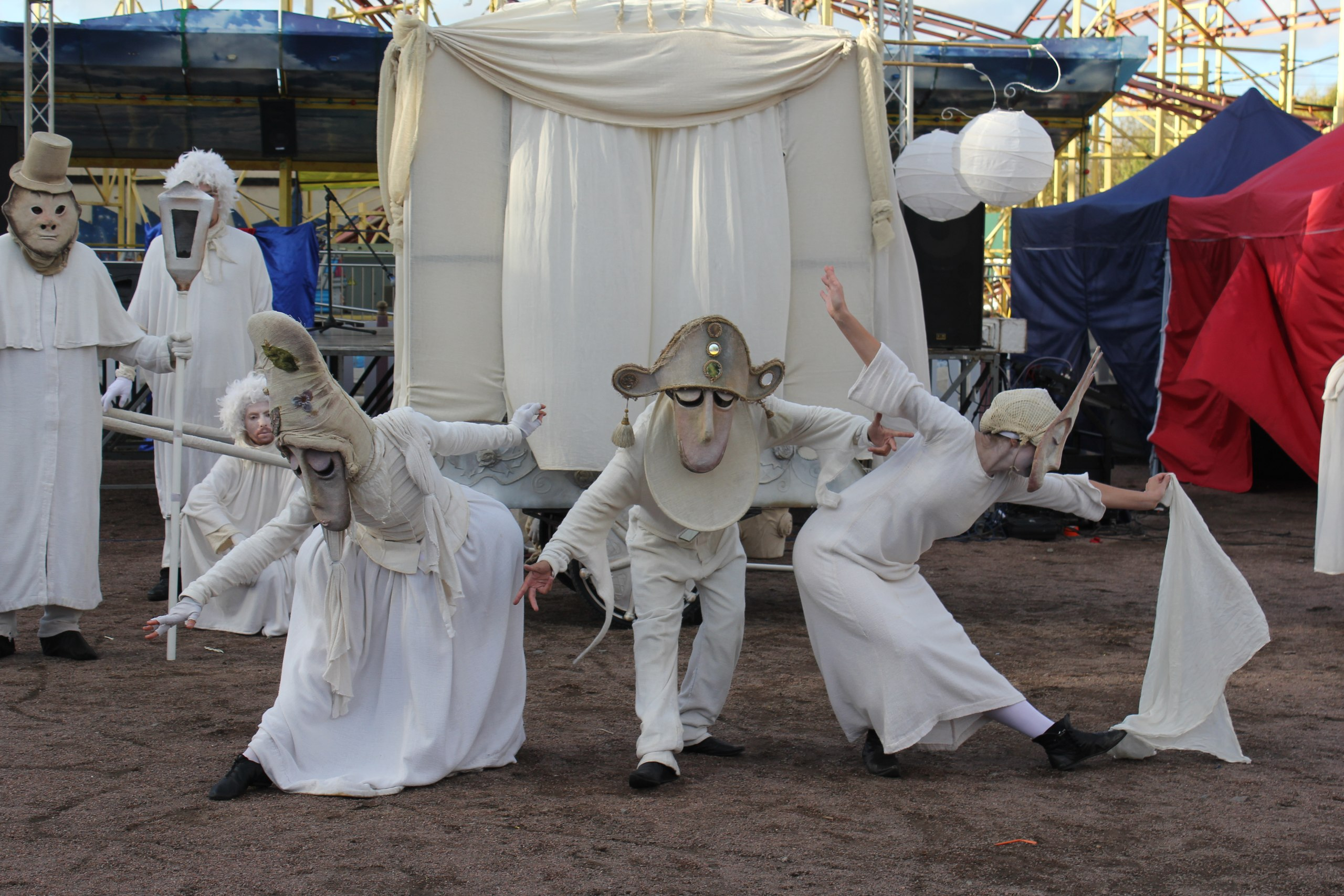
Спектакль «Декаданс», 2014 год

## История создания
В 1993 году обветшавший и заброшенный дворец Собственной дачи Николая I в Старом Петергофе был заселён группой творческих молодых людей, которые спасали его от дальнейшего разрушения и грабежа. В составе группы оказались комедианты, мастер-оружейник, портной, кукольник, арбалетчик и мастер музыкальных инструментов. Несмотря на полное отсутствие бытовых удобств, многочисленные мансарды маленького дворца превратились в производственные творческие цеха, где делались куклы для спектаклей, маски для уличных представлений и т. д. Комедианты устраивали уличные праздники возле дворца. А затем стали гастролировать по городам и сёлам.
Первая труппа: Анна Шишкина, Олег Скотников, Сергей Филиппов, Елена Шлычкова. Через некоторое время труппа сформировалась в профессиональный театральный коллектив. Учредителями коммерческой компании выступили Алла Кузьмина, Анна Шишкина и Олег Скотников.
До 2014 года репетиционная база театра находилась в помещениях Петродворцового часового завода. С 2014 года театр получил ангар в Южно-Приморском парке аттракционов «Планета лета», где обустроил репетиционную базу и помещение, в котором играл спектакли. С 2017 года репетиционная база труппы находится на промышленной территории неподалёку от станции метро Нарвская.
За время существования театра в нём прошли обучение и практику более 30 актёров.
Состав труппы в марте 2023 года:
- Даниил Ветошкин
- Александр Мялин
- Евгения Погожева
- Павел Стефанов
- Алексей Сычев
- Анастасия Воробьева
- Наталья Манири

## Награды
- Участник фестиваля российского искусства в Каннах (Франция) и международного фестиваля «Carnival of Venice» (Италия).
- Лауреат Фестиваля юмора имени Козьмы Пруткова в Сольвычегодске (Россия), 2002.
- Первый приз Первоапрельского Фестиваля «Narrenes dager» в Норвегии в 2007 году.
- Первая премия в номинации «Лучшая режиссура» на Международном театральном фестивале «100, 1000, 1000000 историй» в Бухаресте (Румыния), 2008.
- Первая премия среди драматических театров в номинации «Лучший спектакль» и «Лучшая женская роль» на Международном театральном фестивале «100, 1000, 1000000 историй» в Бухаресте (Румыния), 2009.
- Лауреат всероссийской национальной премии театрального искусства «Арлекин» в номинации «Лучшая женская роль», 2010[1].
- Приз на Международном театральном фестивале «Zamojskie Lato Teatralne» в Замосць (Польша), 2012[2].

## Фестивали
За тридцать лет существования театр организовывал и принимал участие во многих значимых мероприятиях России, Европы и Азии. В разные годы с участием театра проходили праздники города в Санкт-Петербурге, Москве, Нижневартовске, Норильске, Череповце, Новгороде, Пскове, Архангельске, Мурманске, Коряжме, Владимире, Кингисеппе, Северодвинске, Петрозаводске, Кировске, Салехарде, Ивангороде, Калуге, Калининграде, Сольвычегодске, Нарве (Эстония), Резекне (Латвия)  и других городах.
- Международный Царскосельский Карнавал (Россия)
- Международный Фестиваль Уличных Театров в Архангельске (Россия) 2002, 2006, 2007, 2011, 2014 гг.
- Международный Фестиваль Уличных Театров Vilniaus Dienos (Литва)
- Фестиваль юмора им. Козьмы Пруткова в г. Сольвычегодске (Россия) 2002 г.[3]
- Фестиваль Старинной Музыки в Ярославе (Польша)
- Фестиваль Старинного Танца в Сандомеже (Польша)
- Международный фестиваль «Dubai shopping festival» в Дубае (ОАЭ) 2000, 2011 гг.
- Театральный фестиваль КУКART в Санкт-Петербурге (Россия) 2003, 2007, 2010 г.
- Международный фестиваль уличных театров «Feta»[пол.] в Гданьске (Польша) 2003, 2004, 2006, 2011, 2013 гг.
- Фестиваль Уличных Театров «Ulica» (ULICA STREET ART)[пол.] в Кракове (Польша) , 2004, 2006, 2011[4], 2012[5][6], 2014 гг.
- Международный фестиваль уличных театров VISART в Едлине Здруй (Польша) 2004, 2006, 2008, 2009[7] гг.
- Фестиваль Al Carrer Viladecans в Барселоне (Испания) 2004, 2007, 2013 гг.
- Фестиваль Уличных Театров в Ольштыне (Польша) 2004, 2006 гг.
- Фестиваль этнокультур народов мира «Этностиль — 2005», Санкт-Петербург (Россия)[8]
- Международный фестиваль уличных театров «Ana Desetnica» в Любляне, Марибор (Словения) 2005, 2012 гг.[9]
- Ярмарка Св. Яна в Познани (Польша) 2005 г.
- Международный фестиваль уличных театров Girovagando, Il Cielo Dietro l’Angolo в Сассари (Сардиния, Италия) 2005 г.
- Международный фестиваль уличных театров La Piazza Dei Sogni в Нуоро (Сардиния, Италия) 2005 г.
- Международное шоу-фестиваль La Plage в Ницце (Франция) 2005 г.
- Международный фестиваль уличных театров MALTA[пол.] в Познани (Польша) 2006 г.
- Международный фестиваль уличных театров ISTF в Генте (Бельгия) 2006 г.
- Международный фестиваль уличных театров Рыжий Слон в Санкт-Петербурге (Россия) 2006 г.
- Международный фестиваль уличных театров Jelenia Gora в Еленей Гуре (Польша) 2006, 2009, 2011 гг.
- Международный фестиваль уличных искусств «La Ghironda»[англ.] в Монополи, Бари, Альберобелло, Мартина Франка (Италия) 2006, 2009, 2014 гг.
- Международный фестиваль уличных театров Welttheater der Strasse в Шверте (Германия) 2007 г.
- Международный фестиваль Narrenes Dager в Стокке (Норвегия) 2007 г.
- Международный фестиваль уличных театров NA PRKNECH, DLAZBE I TRAVE в Брно (Чехия) 2007 г.
- Международный фестиваль уличных театров в Ялте (Украина) 2007 г.
- Международный фестиваль уличных театров SZTUKA ULICY в Варшаве (Польша) 2007, 2008, 2009, 2010, 2012, 2016 гг.
- Международный фестиваль уличных театров SZARNYAS SARKANY в Нирбаторе (Венгрия) 2007 г.
- Международный фестиваль BARNEOYA Kalvoya в Осло (Норвегия) 2007 г.
- Международный театральный фестиваль SEMENTES в Алмаде (Португалия) 2008 г.
- Международный фестиваль уличных театров в Лекейтио (Биская, Испания) 2008, 2010 г.
- Международный фестиваль уличных театров в Чешских Будейовицах (Чехия) 2008 г.
- Всемирный Фестиваль Театров для Детей в Москве (Россия) 2008 г.
- Международный фестиваль уличных театров SOGNI AL SPAZI APERTI в Барадили, Барессе, Куркурисе и Нуречи на Сардинии (Италия) 2008, 2010 гг.
- Международный театральный фестиваль «100, 1000, 1000000 историй» (рум. 100, 1.000, 1.000.000 de poveşti) в Бухаресте (Румыния) 2008[10][11], 2009[12], 2014 гг.
- Международный фестиваль театров Балтийских стран в Даугавпилсе (Латвия) 2009 г.
- Международный фестиваль уличного искусства BuskerBus во Вроцлаве и Бжеге (Польша) 2009 г.
- Международный фестиваль театрального искусства для детей «Варшавское детское лето» (Польша) 2009 г.
- Международный театральный проект «Караван Европа» в Варшаве и Мазовецком воеводстве (Польша) 2008, 2009 гг.
- Международный TFF гала-фестиваль в Рудольштадте (Германия) 2009 г.
- Фестиваль уличного искусства «Открытое Небо», Москва (Россия) 2009 г.
- Фестиваль уличных театров «Три вороны»,Новосибирск (Россия) 2009 г.
- Международный театральный фестиваль в Тегеране (Иран) 2010 г.
- Всероссийский театральный фестиваль «Арлекин» в Санкт-Петербурге (Россия) 2010 г.[13]
- Международный фестиваль фестивалей «Балтийская феерия» в Санкт-Петербурге (Россия) 2010 г.
- Международный театральный фестиваль «Festival of Fools» в Белфасте (Великобритания) 2010 г.
- Международный театральный фестиваль «Огненная феерия» в Банско (Болгария) 2010 г.
- Международный театральный фестиваль «Divadelní svet Brno» в Брно (Чехия) 2010 г.
- Международный театральный фестиваль «Bilboko Kalealdia» в Бильбао (Испания) 2010 г.
- Фестиваль российского искусства в Каннах (Франция) 2010 г.
- Караван Мира в Москве (организованный Вячеславом Полуниным) (Россия) 2010 г.
- Международный фестиваль «Carnival of Venice» в Венеции (Италия) 2011 г.
- Международный фестиваль «Black and White Theatre Festival in Imatra» в Иматре (Финляндия), 2011, 2012, 2013, 2014 гг.
- Международный фестиваль уличных театров «Елагин парк» в Санкт-Петербурге (Россия) 2011, 2013, 2014, 2015, 2016 гг.
- Международный фестиваль «Karawana Teatrów Ulicznych» в Олаве (Польша) 2011 г.
- Фестиваль «Театральное вече» в Великом Новгороде (Россия) 2011 г.
- Международный праздник в Хеллерау «Санкт-Петербургский фестиваль» в Дрездене (Германия) 2011 г.
- Международный фестиваль «Открытое небо» в Перми (Россия) 2011 г.
- Международный театральный фестиваль «Сны улиц» в Тюмени (Россия) 2011, 2015, 2016 гг.
- Международный фестиваль «Молодежь — за Союзное государство» в Ростове-на-Дону (Россия) 2011 г.
- Международный фестиваль уличных театров в Бат-Яме (Израиль) 2011 г.
- Международный фестиваль «Taiwan Lantern Festival» в Lukang (Changhua) (Тайвань) 2012 г.
- Фестиваль театральных школ Петербурга «Вешалка» в Санкт-Петербурге (Россия) 2012, 2014, 2016 гг.
- Международная книжная выставка и конференция писателей «32 Salon Du Livre» в Париже (Франция) 2012 г.
- Международный фестиваль уличных театров «Театральный дворик» в Туле (Россия) 2012 г.
- Международный фестиваль уличного искусства «LA STRADA» в Калише (Польша) 2012 г.
- Международный театральный фестиваль «Wigraszek» в Сувалках (Польша) 2012 г.
- Международный театральный фестиваль «Zamojskie Lato Teatralne» в Замость (Польша) 2012[2], 2013 гг.
- Международный театральный фестиваль «Festiwal teatru otwartego» в Свиднице (Польша) 2012 г.
- Международный фестиваль «fairytale land HistEria» (Словения) 2012 г.
- Международный летний фестиваль в Tao Yuen (Тайвань) 2012 г.
- Иланьский международный карнавальный фестиваль в Yilan (Тайвань) 2012 г.
- Международный фестиваль «Яркие люди» в Москве (Россия) 2012, 2013, 2014, 2016 гг.
- День нефтяной и газовой промышленности в Южно-Сахалинске (Россия) 2012 г.
- Международный фестиваль уличных театров в Ярославле (Россия) 2012, 2013 гг.
- Городской фестиваль «Пешком на масленицу!» в Москве (Россия) 2013 г.
- 10-летний юбилей Roppongi Hills в Токио (Япония) 2013 г.
- Дельфийские игры в Новосибирске (Россия) 2013 г.
- Дни Санкт-Петербурга в Турку (Финляндия) 2013 г.
- Международный фестиваль уличных театров в рамках фестиваля «Белые ночи» в Перми (Россия) 2013 г.
- Фестиваль «Мы вместе!» в Выксе (Россия) 2013 г.
- Festival Mundial в Tilburg (Нидерланды) 2013 г.
- Festival «Ulicznicy» в Gliwice (Польша) 2013 г.
- Международный театральный фестиваль «Thealter» в Szeged (Венгрия) 2013 г.
- Международный фестиваль Agri-Expo Yunlin в Douiliu (Тайвань) 2014 г.
- Международный театральный фестиваль Blacksea Theatre Festival в Трабзоне (Турция) 2014 г.
- Фестиваль цветов «Гул Кала» в Алматы (Казахстан) 2014 г.
- Русские Ганзейские дни в Кингисеппе (Россия) 2014 г.
- День города в Петрозаводске (Россия) 2014 г.
- Фестиваль еды «Вокруг света» в Москве (Россия) 2014 г.
- Международный эколого-этнический фестиваль театров кукол «Чир Чайаан» в Абакане (Россия) 2014 г.
- Международный театральный фестиваль Sommerwerft в Frankfurt am Main (Германия) 2014 г.
- Международный театральный фестиваль «Wertep festival» (Польша) 2014 г.
- Фестиваль «Антон тут рядом» в Санкт-Петербурге (Россия) 2014 г.
- Фестиваль «Александрийский пленэр» в Санкт-Петербурге (Россия) 2014 г.
- Фестиваль «Путь к чуду» в Санкт-Петербурге (Россия) 2014 г.
- Фестиваль уличных театров «Золотая карусель» в Коломне (Россия) 2014 г.
- Фестиваль уличного театра в парке Кузьминки в Москве (Россия) 2015 г.
- Театрально-цирковой фестиваль «Траектории Монгольфьеров» в Санкт-Петербурге (Россия) 2015 г.
- Международный фестиваль «Festival mit Hand & Fuß» в Northeim (Германия) 2015 г.
- Международный фестиваль уличных театров «Open Sky Montenegro» в Будве (Черногория) 2015 г.
- Международный фестиваль «Šermukšnis» в Клайпеде (Литва) 2015 г.
- День города в Астане (Казахстан) 2015, 2016 гг.
- Международный фестиваль «Il Mondo dei Bambini e delle Bambine» («Children’World») в рамках Экспо 2015 в Турине (Италия) 2015 г.
- День города в Калуге (Россия) 2015 г.
- Международный театральный фестиваль «Spoffin — street arts festival» в Amersfoort (Нидерланды) 2015 г.
- День города в Калининграде (Россия) 2016 г.
- Международный театральный фестиваль «Сны улиц» в Тобольске (Россия) 2016 г.[14]
- Арбузный фестиваль в Камышине (Россия) 2016 г.
- Театральный фестиваль «Арт-Планета» в Уфе (Россия) 2016 г.
- Международный фестиваль уличного искусства «Пластилиновый дождь» в Самаре (Россия) 2016 г.[15]
- Международный Платоновский фестиваль искусств (Воронеж, Россия) 2015, 2016 гг.[16]

## Спектакли
На данный момент в репертуаре театра следующие спектакли:
- «Последний Бастион» — вечерний уличный спектакль в масках
- «Миньона» — вечерний уличный спектакль в масках
- «Декаданс» — уличный спектакль в масках
- «Принцесса Бомбилла» — интерактивное шоу
- «Carnival parade» — интерактивное перфоманс-шествие в масках
- «Рождество» — музыкально-театральный спектакль
- «Пуримшпиль» — спектакль
- «Бя» — кукольный спектакль для детей
- «Moonsters» — уличный спектакль в масках
- «Музеум» — интерактивный спектакль
- «Мистиарий»
- «Могота. PRO»
- «Окна»
- «Киношники»
- «Чуды Диковинные»